# USS Birmingham (SSN-695)
Za druga plovila z istim imenom glejte USS Birmingham.
USS Birmingham (SSN-695) je jedrska jurišna podmornica razreda los angeles.